# Raby Mere
Raby Mere – wieś w Anglii, w hrabstwie ceremonialnym Merseyside, w dystrykcie metropolitalnym Wirral. Leży 9 km na południe od centrum Liverpool i 281 km na północny zachód od Londynu. W 2001 miejscowość liczyła 780 mieszkańców.